# Monechma ndellense
Monechma ndellense là một loài thực vật có hoa trong họ Ô rô. Loài này được (Lindau) É. Miège & Heine mô tả khoa học đầu tiên năm 1961.